# State Bank of India
State Bank of India (SBI) er en statsejet indisk bank- og finanskoncern med hovedkvarter i Mumbai. De har en markedsandel på ca. 25 % af det indiske låne- og indlånsmarked. SBI har ca. 250.000 ansatte.